# Uzana (król Paganu)
Uzana (birm. ဥဇနာ /ʔṵzənà/; znany także jako Sithu III; 1213–1256) był królem Królestwa Paganu w Birmie (Mjanma) od roku 1251 do 1256. Chociaż jego formalne panowanie trwało tylko pięć lat, w istocie Uzana sprawował władzę zza pleców swojego ojca Kyaswy podczas jego rządów w latach 1235–1251. Jego ojciec, pobożny buddysta i uczony, przekazał Uzanie pełną królewską władzę administracyjną i zarządzanie krajem. Jednak Uzana miał bardziej się poświęcać polowaniom na słonie i piciu alkoholu, niż zarządzaniu krajem za panowania swego ojca i swojego własnego. Jako król powierzył zadanie zarządzania królestwem swojemu naczelnemu ministrowi Yazathingyanowi. Król zginął przypadkowo w Dali (część dzisiejszego Rangunu) w maju 1256 roku podczas polowania na słonie.

## Daty
Poniższa tabela przedstawia daty podawane przez cztery najważniejsze kroniki.
| Kronika                                      | Urodzenie–Śmierć    | Długość życia | Panowanie | Długość panowania |
| -------------------------------------------- | ------------------- | ------------- | --------- | ----------------- |
| Zatadawbon Yazawin (Rozdział z listą królów) | 1214–1254           | 40            | 1249–1254 | 5                 |
| Zatadawbon Yazawin (Rozdział z horoskopami)  | 23 lutego 1213–1254 | 41            | 1251–1254 | 3                 |
| Maha Yazawin                                 | 1216–1240           | 38            | 1234–1240 | 6                 |
| Yazawin Thit i Hmannan Yazawin               | 1218–1255           | 37            | 1250–1255 | 5                 |